# Хетукдас
Хетукдас (арм. Խեթուկդաս) — принятое в армянском обычном праве явление, по которому многожёнство сочеталось с родственным браком. Например, известно, что жена царя Артавазда из династии Арташесидов Эрато была его сестрой. У царя Аршака II было две жены — Олимпия и Парандзем, причём вторая была вдовой племянника царя. Многожёнство, в том числе и хетукдас, в армянской действительности встречалось долго, вплоть до IV века до н. э. Такого рода явления, помимо всего прочего, зачастую объяснялись экономическим фактором, то есть считалось, что тем самым цари и нахарары (и не только они) сохраняют за собой права и богатство рода. В таком объяснении проявляется, прежде всего, историческая логика.